# Isurus oxyrinchus
O tubarão-mako, tubarão-mako-cavala ou ainda anequim é um tubarão da família Lamnidae.

## Etimologia
O nome "mako" vem da língua Māori, significando "tubarão" ou "dente de tubarão".

## Descrição

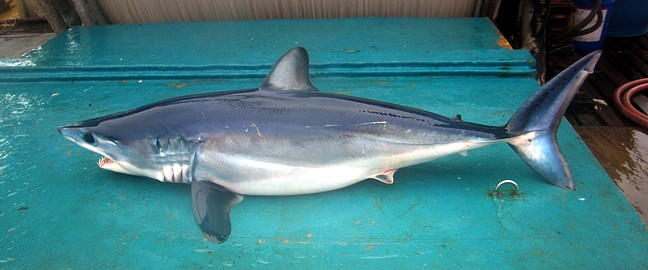
Tubarão mako

Pode chegar até 4,3 metros de comprimento e um máximo de 580 kg, com as fêmeas sendo de um porte maior que os machos.
A espécie possui um corpo cilíndrico de cor azul metálica, com o ventre branco. Tem um focinho alongado e olhos grandes, e têm barbatanas dorsal e anal pequenas.

## Distribuição
Está presente em mares tropicais e temperados, usualmente a temperaturas acima de 16°C.
É uma espécie pelágica que pode ser encontrada desde a superfície até profundidades de 150 m, normalmente longe da terra, embora ocasionalmente mais perto da costa, em torno de ilhas ou enseadas.

## Hábitos
É considerado o tubarão mais rápido conhecido, sendo um excelente nadador e podendo chegar aos 88 km/h em curtas distâncias, ultrapassado em velocidade apenas pelo atum dourado e pelo marlim, que pode chegar a 120 km/h.
É uma das poucas espécies de tubarão conhecidas que consegue manter a sua temperatura superior à do meio.

Se alimenta principalmente de cefalópodes e peixes ósseos, mas pode também comer outros tubarões, botos, tartarugas e aves marinhas. É um predador oportunista de topo da cadeia alimentar, e caçam lançando-se verticalmente para cima e arrancando pedaços dos flancos e barbatanas de suas presas. Os mako nadam abaixo de suas presas, para que possam ver o que está acima e tenham uma alta probabilidade de alcançar a presa antes que ela os perceba. Eles possuem uma mordida excepcionalmente forte.

## Reprodução
O tubarão-mako é uma espécie ovovivípora, com os embriões nascendo da mãe. Os embriões em desenvolvimento se alimentam dos ovos não fecundados, uma prática chamada ovofagismo.
A gestação leva até 18 meses, e têm entre 8 e 10 filhotes.

## Conservação
O tubarão-mako é capturado globalmente tanto como alvo quanto como captura acidental (bycatch em inglês) na pesca comercial. Esta é uma das espécies de tubarão mais valorizadas devido à sua carne, que é considerada de alta qualidade. Como ocorre em muitas espécies de tubarão, as barbatanas do tubarão-mako são comumente comercializadas, principalmente na Ásia, onde o comércio de barbatanas é mais intenso. O óleo de fígado, mandíbulas e pele também são usados.

A espécie também é alvo de pesca esportiva. Por essas razões, se encontra em estado de perigo.